# Улица Сарајевска (Београд)
44° 48′ 13″ С; 20° 27′ 19″ И / 44.80363° С; 20.45537° И
| Сарајевска · улица | Сарајевска · улица  |
| ------------------ | ------------------- |
|                    |                     |
| Општина            | Савски венац        |
| Почетак            | Хајдук-Вељков венац |
| Крај               | Мостарска петља     |
| Дужина             | 790 m               |
| Названа            | непознато           |
|                    |                     |
|                    |                     |

Улица Сарајевска једна је од централних Београдских улица. Налази се на територији Градске општине Савски венац. Удаљена је свега неколико стотина метара од центра Београда и пружа се од Хајдук-Вељковог венца у подножју Балканске улице до парка Газела (или Парка три кључа), односно Мостарске петље. Овај трговачки и занатски кварт, важан је саобраћајни коридор, који у једном смеру повезује Газелу и центар града. Изузетно је прометна јер кроз њу пролази велики број линија јавног градског превоза, али и поједина теретна возила.

## Историја
Нико од ретких староседелаца или њихових наследника не памти како је и када Сарајевска улица добила име. О томе не постоји службена забелешка, а неки тврде да је „Улица Сарајевска таквог назива од самог настанка”. Други претпостављају да је названа по кафани „Сарајево” која данас послује под именом „Краљево”.
Улица је деценијама била позната по бројним занатским радионицама: кројачким, лимарским, сајџијским, јорганџијским, обућарским, ташнерским, вуновлачарским, браварским, кораџијским, сарачким, стаклорезачким, књиговезачким и другим. Улица је била позната и по кафанама, али и куплерајима и „кафанама са женскињама”. Према речима малобројних староседелаца који се још сећају, најпознатија међу њима била је „Црвен фесић”. До 70-их година 20. века велики део улице чинила је ромска махала, али је модернизацијом и изградњом нових, модерних објеката ромска заједница расељена.
У 19. веку један део улице се звао Три кључа, "од Бајлонове пивнице до краја, ка Вајфертовој пивари".
Сарајевска је и својеврсна култна улица. За житеље овог дела Београда то није само улица, већ представља један крај града који се простире од Савске до Кнеза Милоша и од Немањине до Газеле и има свој специфични дух. За време СФРЈ важила је за крај града који није био безбедан, познат по кафанским тучама и мангупским обрачунима. Ни данас није атрактивна за становање. Квадрат стана кошта мање него у околним улицама. Као разлог наводи се саобраћајна бука и недостатак паркинг места.

## Сарајевском улицом
У Сарајевској улици и данас постоје ниске зграде и занатске радње, по чему је ова улица и позната, али их је све мање, а неке од њих су јединствене у Београду. Док су до краја 20. века занатске радње преовладавале, сада примат преузимају трговачке. Многе занатске радње су потпуно нестале, јер стари мајстори иза себе нису остављали наследнике. Угасиле су се или промениле намену, сходно потребама савременог друштва. Протеклих година и изглед већег дела улице потпуно се изменио, јер су нестале бројне приземне зграде, а на њиховим местима изграђене су вишеспратнице. На почетку улице, ближе центру града, углавном су у периоду после Другог светског рата изграђене савременије стамбене зграде у које се усељавала тадашња радничка класа. Ипак, улица је до данас сачувала пословни дух.
На самом почетку улице, на адреси Хајдук-Вељков венац 6, налази се Железнички музеј Србије. На месту где се данас налази Хајдук-Вељков венац крајем 18. века, у време кратке аустријске окупације Београда, била је подигнута Црква Јована Претече. Неколико година касније, по повратку Турака у Београд, црква је претворена у џамију, а становници су успели да спасу иконе које се данас чувају у галерији Матице Српске у Новом Саду. Ова црква, а потом џамија, срушена је у налету српских устаника приликом ослобађања Београда 1806. године. Дом железничара и бродара је грађен 1934-35. на западном углу са Милоша Поцерца, освећен је у марту 1936.
Дуж улице, осим занатских радњи, налазе се фарбаре, апотеке, козметичарске и фризерске радње, банке, цвећаре, продавнице јефтине и половне робе и друге, али и више од 20 кафана, међу којима су и неке чувене, од бирцуза, ресторана, хотела, до тренутно актуелних кафића.

## Суседне улице
Сарајевска улица почиње бројем 1, код Хајдук-Вељковог венца у подножју Балканске улице, где у два крака полази од раскрсница са Бирчаниновом и Рисанском. Завршава се код Мостарске петље, тачније код парка Три кључа (или парка Газела), од кога је дели Дринска улица. Ту под истим именом окружује блок зграда и завршава се бројем 89.
Сарајевску улицу секу (од броја 1 према броју 89) улице Војводе Миленка Стојковића, Милоша Поцерца, Вишеградска и Дурмиторска.

## Промена назива улице
Крајем јула 2020. године тадашњи заменик градоначелника Горан Весић покренуо је иницијативу за промену имена београдским улицама које носе имена по топонимима из бивше Југославије. Овакву одлуку објаснио је чињеницом да је град Београд у својој историји био је главни град држава чији су саставни део биле различите територије и народи и да именима улица или споменицима главни град представља читаву државу, па зато данас у Београду велики број улица носи имена по географским појмовима из република бивше Југославије, али и по градовима који немају Београдску улицу. Према његовим речима, од главних градова република бивше Југославије само Подгорица и Скопље имају Београдску улицу. На списку ових улица нашла се и Сарајевска. Ова најава изазвала је бурне реакције јавности, која се томе успротивила. Велики број грађана потписао је петицију против ове промене. Многе грађане је посебно погодила најава промене имена Сарајевске улице, па је таква одлука укинута. Весић је за ТВ Прва том приликом рекао да је о промени имена улица у Београду разговарао и са тадашњим председником Србије Александром Вучићем, који га је, према његовим речима, лично молио да се не мења име Сарајевске улице.